# Szkuta

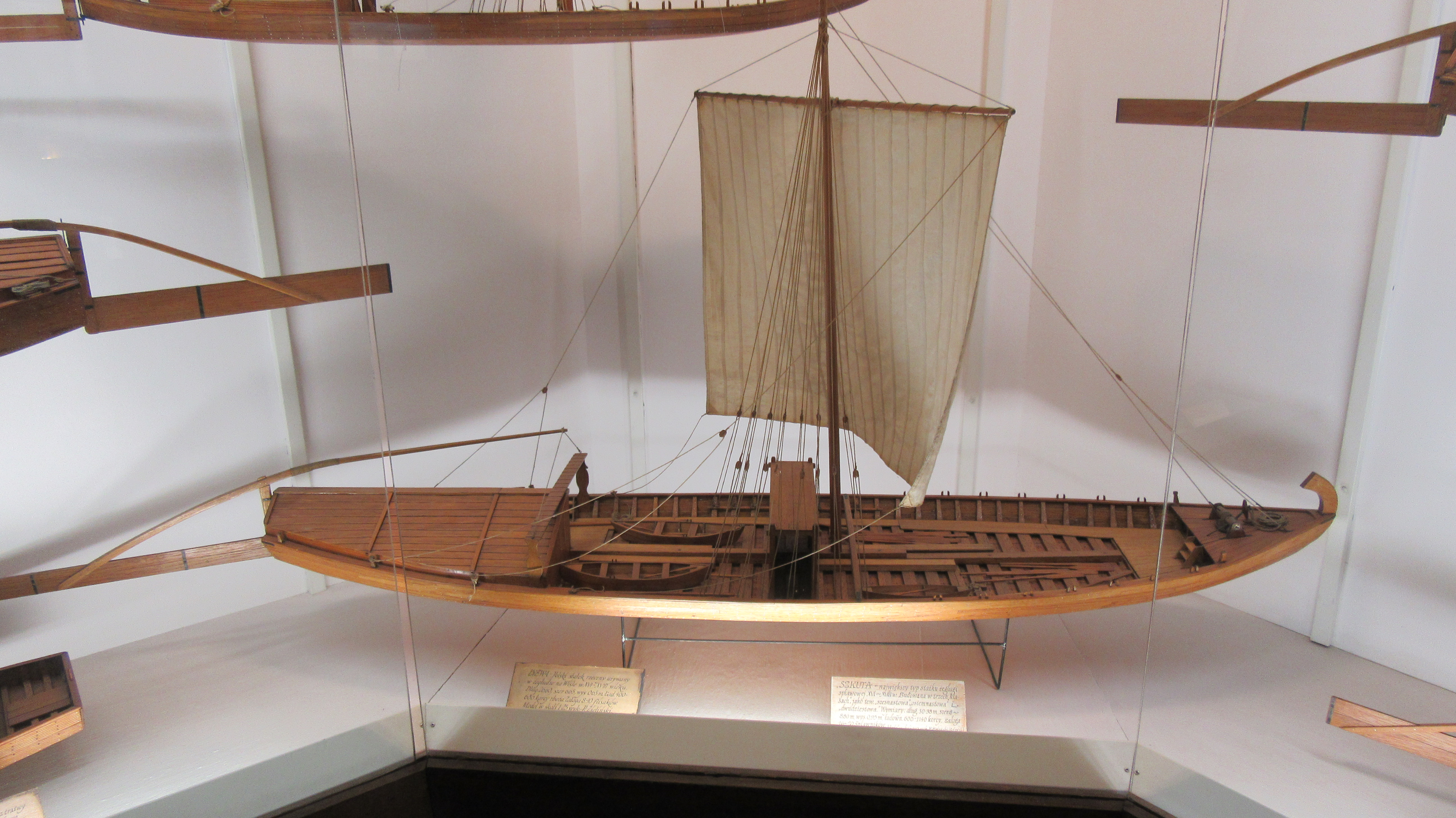
Model dawnej szkuty żaglowej, zbiory Centralnego Muzeum Morskiego w Gdańsku

Szkuta – beznapędowy statek (dawniej żaglowy), płaskodenny, pozbawiony pokrycia w postaci pokładu. Szkuta jest przeznaczona przede wszystkim do transportu śródlądowego ładunków masowych (jednorazowo ładuje się na jej pokład do 100 ton, np. zboża). Transportowano nią również np. powozy.

## Historia

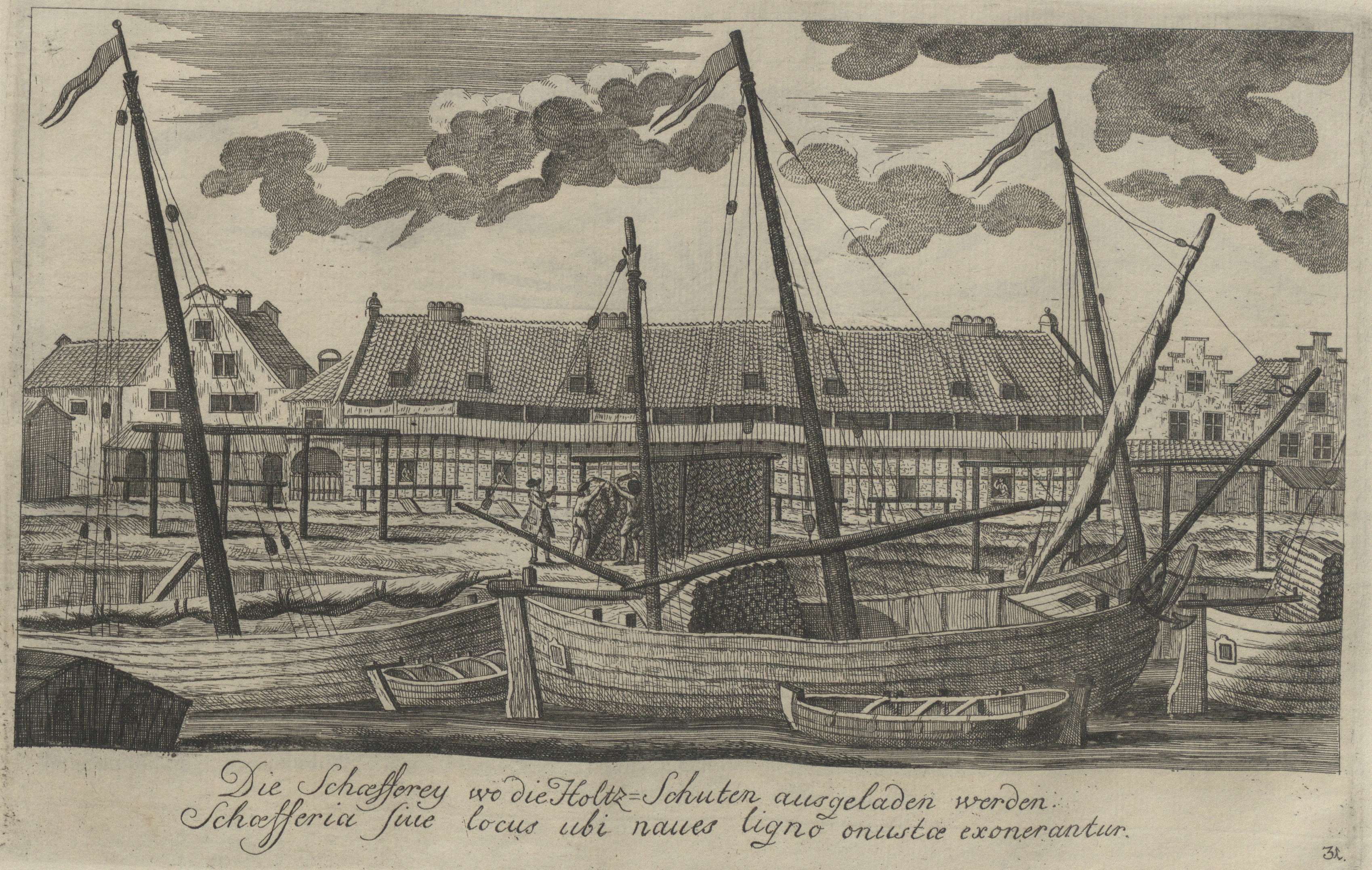
Szkuty z polskim drewnem wyładowywane w porcie gdańskim w XVIII wieku

W przeszłości powszechnie używana do transportu na żeglownej części Wisły. Wincenty Pol w swojej pracy pt. „Rzut oka na północne stoki Karpat” (1851) pisał: Od Krakowa na Wiśle, a od Jarosławia na Sanie chodzą galary, szkuty, dubasy i berlinki – pod wodę chodzą żagle aż po ujście Nidy i po Jarosław.
Szkuta miała konstrukcję złożoną z wręg dębowych i sosnowych oraz dębowego lub sosnowego poszycia burt. Dziób statku posiadał zakrzywioną do góry sztabę. Pośrodku umocowany był maszt. Na rufie znajdowała się budka szyperska. Szkutę obsługiwało 16–20 flisaków, po dwóch przy każdym wiośle.
Słowo szkuta jest w języku polskim źródłosłowem dla szkutnictwa – dziedziny rzemiosła zajmującej się budową łodzi, jachtów lub kutrów z drewna lub tworzyw sztucznych.

### Szkuta czerska
W 2008 w Czersku na terenie starorzecza Wisły odkryto ok. 30-metrowy wrak szkuty pochodzącej z XV wieku. Prace nad jego wydobyciem rozpoczęły się w sierpniu 2018. Na potrzeby konserwacji obiektu wybudowano specjalną pracownię w Rybnie koło Sochaczewa.